# 狩野敏也
狩野 敏也（かの としや、1929年9月17日 - 2019年2月3日）は、日本の詩人、料理評論家。児童書ではかのりゅうの筆名も用いる。

## 略歴
北海道標津郡標津町出身。1952年北海道大学法経学部政治学科卒業後、日本放送協会に就職する。札幌、函館、室蘭、東京の各地で記者、ディレクター、資料部員、考査室主査などを務める。1964年、山之口貘の紹介により土橋治重主宰の詩誌「風」の同人となり、終刊まで参加。日本現代詩人会、日本詩人クラブ、日本ペンクラブ名誉会員。俳誌「花林花」同人として俳句も詠んだ。
1987年に退職後、十文字学園女子短期大学教授に就任し、2000年までコミュニケーション論、現代詩作法などを講じた。
1970年代後半から中華料理に凝りだし、アジア諸国や漢文化圏に出かけては試食や食材の買い出しを続けた。ハウス食品家庭料理大賞コンクール審査員特別賞（1983年・カレー焼酎鶏）、バーレイサラダコンテスト審査員特別賞（1990年・ヘルシー鍋巴料理）、第1回USAチキン・ターキー・ダック料理レシピコンクールアメリカ大使特別賞（1992年・チキンヌードルジャポニカ）など、各種の料理コンテストで多数入賞したほか、日本酒の利き酒名人位（1980年・日本純米酒協会）を持つ。

## 著書
狩野敏也名義
- 『おほぅつく 詩集』風社、1971年
- 『陳麻婆豆腐店 狩野敏也詩集』砂子屋書房、1989年
- 『狩野敏也詩集』土曜美術社<日本現代詩文庫>、1991年
- 『花ひらく中華料理 詩人の美味探求』荒地出版社、1993年
- 『中国悠々 狩野敏也詩集』土曜美術社出版販売、1995年
- 『四百年の鍋 詩集』土曜美術社出版販売、1999年
- 『二千二百年の微笑 詩集』土曜美術社出版販売、2004年
- 『犬はつぶやく 詩集』里文出版、2005年
- 『男も唸る美味・珍味 グルメ詩人のレシピ&エッセイ』里文出版、2006年
- 『鶏たちの誤算 詩集』土曜美術社出版販売、2008年
- 『美人は食卓から』編著. 里文出版、2008年
- 『美食・怪食うんちく事典』編著 里文出版、2012年
- 『もう翔ぶまいぞ 詩集』土曜美術社出版販売、2012年
- 『阿漕の人 わが輩のショート・ショート集』里文出版、2016年
- 『わが裏博物誌より 詩集』土曜美術社出版販売、2016年

かのりゅう名義
- 『カッパせんそう』渡辺三郎画、フレーベル館 1974年
- 『星くずのケンとゲン』久保雅勇画 高橋書店、1975年
- 『チャーチル』集英社<母と子の世界の伝記>、1977年

### 共著
- 『現代こけし その人と作品』山中登共編著、共栄書房、1973年
- 『生活の整理とくふう』斉藤俊彦共著 国土社<新版みつばちぶっくす>、1977年

### 編訳
かのりゅう名義
- 『アラビアン・ナイト』国土社、国土社版 世界の名作、1977年